# 通化地区
通化地区，中华人民共和国吉林省已撤销的地区，在今吉林省南部。大致为今天的通化市和白山市。

## 历史沿革
- 1960年撤销通化县，并入通化市；撤销临江县，改设浑江市（驻八道江镇）。通化专区辖2市、6县、1自治县。
- 1970年通化专区改称通化地区，地区驻通化市。辖通化、浑江（驻八道江镇）2市及通化（驻通化市）、抚松、柳河、海龙（驻梅河口镇）、辉南（驻朝阳镇）、集安、靖宇等7县和长白朝鲜族自治县。
- 1985年，撤销通化地区，通化市升格为地级市，并将通化地区的通化、集安两县划归通化市管辖。浑江市升格为地级市，并将通化地区的抚松、靖宇两县和长白朝鲜族自治县划归浑江市管辖。撤销海龙县，设立梅河口市（地级），以原海龙县的行政区域为梅河口市的行政区域，并将通化地区的辉南、柳河两县划归梅河口市管辖。